# Pouteria sipapoensis
Pouteria sipapoensis är en tvåhjärtbladig växtart som beskrevs av Terence Dale Pennington. Pouteria sipapoensis ingår i släktet Pouteria och familjen Sapotaceae. IUCN kategoriserar arten globalt som sårbar. Inga underarter finns listade i Catalogue of Life.